# Condado de Jackson (Minnesota)
El condado de Jackson (en inglés: Jackson County) es un condado en el estado estadounidense de Minnesota. En el censo de 2000 el condado tenía una población de 11.268 habitantes. La sede de condado es Jackson. El condado fue fundado el 23 de mayo de 1857 y fue nombrado en honor a Andrew Jackson, el 7° Presidente de los Estados Unidos.

## Geografía

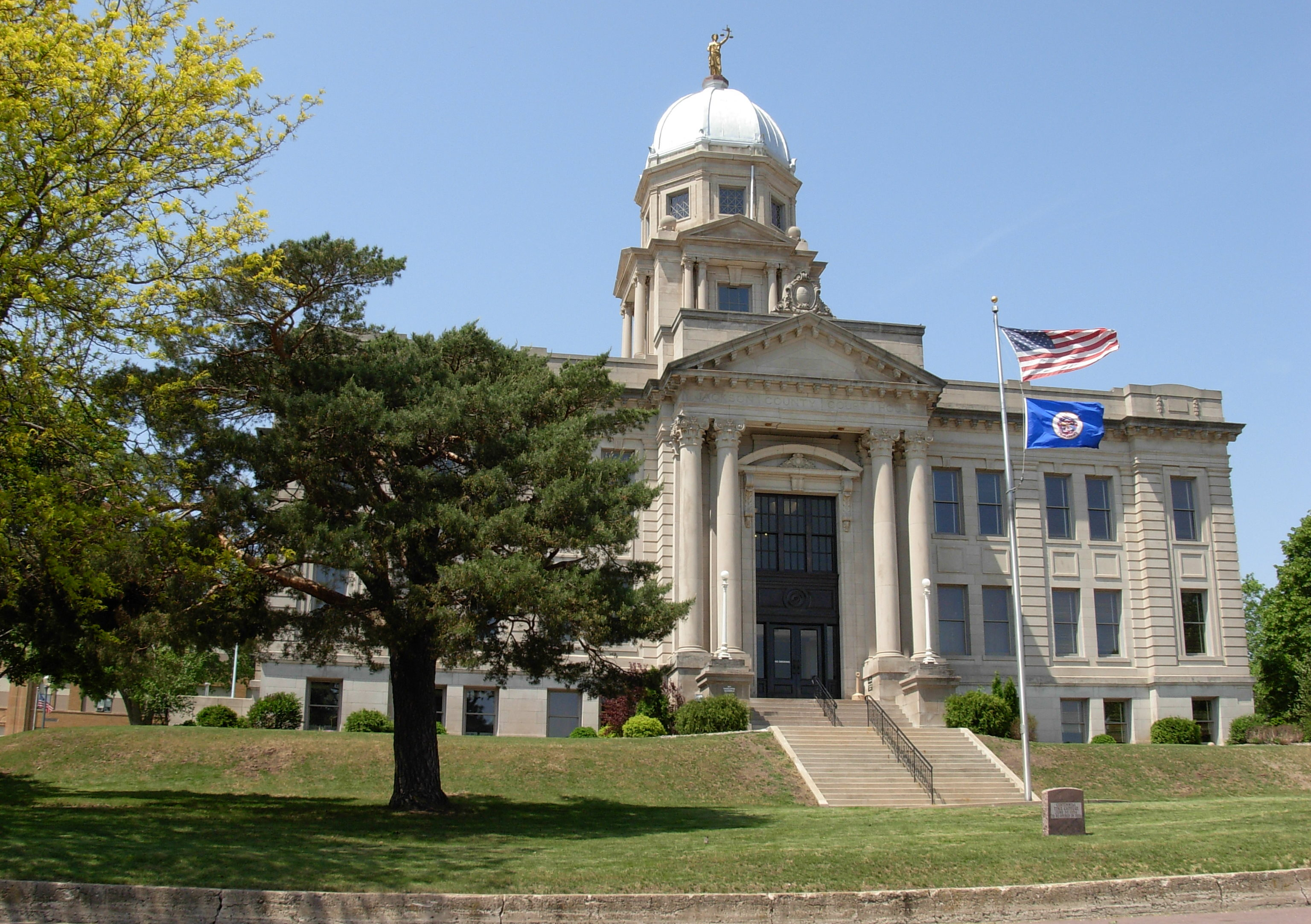
Juzgado del condado de Jackson en la ciudad de Jackson.

Según la Oficina del Censo, el condado tiene un área total de 1.863 km² (719 sq mi), de la cual 1.817 km² (702 sq mi) es tierra y 46 km² (17 sq mi) (2,47%) es agua.

### Condados adyacentes
- Condado de Cottonwood (norte)
- Condado de Watonwan (noreste)
- Condado de Martin (este)
- Condado de Emmet, Iowa (sureste)
- Condado de Dickinson, Iowa (sur)
- Condado de Osceola, Iowa (suroeste)
- Condado de Nobles (norte)

## Autopistas importantes
- Interestatal 90
- U.S. Route 71
- Ruta estatal de Minnesota 60
- Ruta estatal de Minnesota 86
- Ruta estatal de Minnesota 264

## Demografía
En el  censo de 2000, hubo 11.268 personas, 4.556 hogares y 3.116 familias residiendo en el condado. La densidad poblacional era de 16 personas por milla cuadrada (6/km²). En el 2000 había 5.092 unidades habitacionales en una densidad de 7 por milla cuadrada (3/km²). La demografía del condado era de 97,07% blancos, 0,09% afroamericanos, 0,12% amerindios, 1,38% asiáticos, 0,97% de otras razas y 0,38% de dos o más razas. 1,86% de la población era de origen hispano o latino de cualquier raza. 
La renta promedio para un hogar del condado era de $36.746 y el ingreso promedio para una familia era de $43.426. En 2000 los hombres tenían un ingreso medio de $29.123 versus $20.860 para las mujeres. La renta per cápita para el condado era de $17.499 y el 8,60% de la población estaba bajo el umbral de pobreza nacional.

## Ciudades y pueblos
| - Alpha - Heron Lake | - Jackson - Lakefield | - Miloma - Okabena | - Wilder - Fish Lake |

### Municipios
| - Municipio de Alba - Municipio de Belmont - Municipio de Christiania - Municipio de Delafield - Municipio de Des Moines - Municipio de Enterprise - Municipio de Ewington - Municipio de Heron Lake - Municipio de Hunter - Municipio de Kimball - Municipio de La Crosse | - Municipio de Middletown - Municipio de Minneota - Municipio de Petersburg - Municipio de Rost - Municipio de Round Lake - Municipio de Round Lake - Municipio de Sioux Valley - Municipio de Weimer - Municipio de West Heron Lake - Municipio de Wisconsin |